# CD сингъл
CD сингъл e музикален сингъл в стандартен размер на компактдиск, а 3-инчовият сингъл използва малък формат.
Форматът е бил пуснат в средата на 1980 г., но не е получил място в магазините до началото на 1990 г. С увеличаването на дигиталните продажби продажбите на CD синглите са се увеличили.